# 龔一
龔一（1941年—），是中國古琴演奏家，曾任中國琴會會長，也是中華人民共和國文化部2008年認定的“国家级非物质文化遗产项目（古琴艺术）代表性传承人”之一。曾兩度赴金色大廳演奏古琴。

## 生平
龔一原名龔榮生，是江蘇启东人，1941年出生於南京。1957年至1966年間在上海音樂學院附屬中學、本科學習古琴，曾師從张正吟、夏一峰、张子谦、顾梅羹、劉景韶、徐立孫等琴家。
大學時期以龔一為筆名，後將本名改為龔一。曾和林友仁、成公亮討論如何使用五線譜及減化的符號改進古琴記譜法，並用「上海音樂學院七弦琴小組」的名義發表〈對改進七弦琴記譜法的一點意見〉，刊載於《琴論綴新》第二集。然而後來林友仁堅決回歸傳統、使用直行減字譜；成公亮也認為那樣的記譜方式會失去減字譜中的大量資訊，遂改成琴人間通用的減字譜、簡譜對照方式記譜；僅龔一一人繼續使用新式記譜法。
畢業之後，龔一前往上海电影乐团、上海乐团擔任演員，負責古琴演奏。1974年，和李祥霆、吳文光、項斯華等人一同參與「琴瑟箏改革小組」；同年參與京劇唱腔器樂化工作，用古琴演奏京劇唱腔，並錄製〈法場換子〉。1978年調任上海民族乐团，後來成爲上海民族樂團團長。1979年开始担任上海音乐学院客席古琴教师。1998年受邀赴维也纳金色大厅演奏古琴，2001年二度受邀前往。2010年12月，成爲中國琴會會長，2016年4月卸任。

## 獎項
- 上海文學藝術獎（1984-1985）
- 上海之春演奏奖（多次）
- 中国金唱片奖（2005）

## 作品

### 音樂
- 《古琴入門》

### 書籍
- 《古琴演奏法》
- 《琴乐探微》

## 外部連接
- 古琴传人龚一：古琴里有中国古代文人的审美 （页面存档备份，存于），中新網
- 龚一：我与公亮，有“学院”而无“派” （页面存档备份，存于），雅昌新聞
- YouTube上的龔一獨奏專輯《酒狂》播放列表
- YouTube上的龔一古琴專輯播放列表